# Les Epesses
Les Epesses – miejscowość i gmina we Francji, w regionie Kraj Loary, w departamencie Wandea.
Według danych na rok 1990 gminę zamieszkiwało 2107 osób, a gęstość zaludnienia wynosiła 67 osób/km² (wśród 1504 gmin Kraju Loary Les Epesses plasuje się na 274. miejscu pod względem liczby ludności, natomiast pod względem powierzchni na miejscu 266.).